# Baâlon
Baâlon is een gemeente in het Franse departement Meuse (regio Grand Est) en telt 267 inwoners (1999). De plaats maakt deel uit van het arrondissement Verdun.

## Geografie
| Aangrenzende gemeenten | Aangrenzende gemeenten | Aangrenzende gemeenten | Aangrenzende gemeenten | Aangrenzende gemeenten |
| ---------------------- | ---------------------- | ---------------------- | ---------------------- | ---------------------- |
|                        |                        |                        |                        | Brouennes              |
|                        |                        |                        |                        |                        |
| Stenay                 | Quincy- Landzécourt    |                        |                        |                        |
|                        |                        |                        |                        |                        |
|                        |                        | Mouzay                 |                        | Juvigny- sur-Loison    |

De onderstaande kaart toont de ligging van Baâlon met de belangrijkste infrastructuur en aangrenzende gemeenten.

## Demografie
Onderstaande figuur toont het verloop van het inwonertal (bron: INSEE-tellingen).